# Conclave del 1464
Il conclave del 1464 (dal 28 al 30 agosto 1464) venne convocato a seguito della morte di Papa Pio II e si concluse con l'elezione del cardinale Pietro Barbo, che assunse il nome di Paolo II.

## Situazione generale
I cardinali Bessarion, d'Estouteville, Trevisan, Caravajal, Torquemada e Barbo furono menzionati come i principali papabili nei resoconti contemporanei degli ambasciatori e dei principi italiani. Anche Calandrini, Roverella e Capranica furono considerati come possibili candidati.
Nel pomeriggio del 28 agosto tutti i cardinali presenti a Roma entrarono in conclave in Vaticano, con l'eccezione del cardinale Torquemada, ammalato, che partecipò alle successive giornate rimanenti.
Inizialmente gli elettori prepararono la capitolazione del conclave e la sottoscrissero, eccetto il cardinale Trevisan. I termini della capitolazione furono i seguenti:
1. Continuare la crociata contro l'Impero ottomano,
2. Lasciare Roma solo con il consenso della maggioranza dei cardinali e la penisola italiana con il consenso di tutti i cardinali,
3. Limitare il Collegio cardinalizio a ventiquattro membri,
4. Limitare la creazione di un solo cardinal nipote per papa,
5. Richiedere il consenso del Collegio Cardinalizio per la creazione di cardinali e la donazione di benefici.

Il primo scrutinio ebbe luogo il 30 agosto. Il cardinale Pietro Barbo ricevette undici voti mentre i restanti andarono al cardinale Trevisan e al cardinale d'Estouteville. Nel seguente accessus Barbo ricevette tre voti aggiuntivi e fu eletto papa, imponendosi il nome di Paolo II. Il cardinale Ammannati raccontò l'aneddoto sulla scelta del nome pontificale del cardinal Barbo che desiderò dapprima essere chiamato papa Formoso, ma i cardinali non lo consentirono perché allusivo al suo bell'aspetto. Egli cambiò nome in Marco ma i cardinali si opposero di nuovo perché "Marco!" era il grido di guerra della Repubblica di Venezia. Infine decise di scegliere Paolo. Alcuni autori, come Bourkle-Young, considerano questo aneddoto inveritiero.
Poco dopo il protodiacono Rodrigo Borgia annunciò la sua elezione al popolo romano con l'antica formula dell'Habemus Papam. Il 6 settembre il nuovo papa fu solennemente coronato nei gradini della patriarcale Basilica Vaticana dal cardinale Niccolò Fortiguerra, cardinale presbitero di Santa Cecilia. Solitamente l'imposizione della tiara avveniva per mano del cardinale protodiacono che in quel frangente era Rodrigo Borgia. Egli tuttavia non fu capace di assolvere all'incoronazione poiché si ammalò per un breve periodo dopo il conclave.

## Collegio cardinalizio all'epoca del conclave

### Presenti in conclave
| Nome                                   | Paese                     | Titolo                                                                                                | Ruolo | Nascita    | Concistoro | Creato da         |
| -------------------------------------- | ------------------------- | --- | --- | ---------- | ---------- | ----------------- |
| Bessarione                             | Impero ottomano           | Cardinale vescovo di Frascati; Cardinale presbitero in commendam dei Santi XII Apostoli               | Arcivescovo titolare di Tebe; Archimandrita del Santissimo Salvatore; Patriarca di Costantinopoli dei Latini                  | 02/01/1403 | 18/12/1439 | papa Eugenio IV   |
| Guillaume d'Estouteville, O.S.B.Clun.  | Regno di Francia          | Cardinale vescovo di Ostia e Velletri; Cardinale presbitero in commendam di Santa Pudenziana          | Arcivescovo metropolita di Rouen; Amministratore apostolico di Saint-Jean de Maurienne; Decano del Collegio cardinalizio      | 1403       | 18/12/1439 | papa Eugenio IV   |
| Juan de Torquemada, O.P.               | Regno di Castiglia e León | Cardinale vescovo di Sabina                                                                           | Abate commendatario di Subiaco; Vescovo di Orense                                                                             | 1388       | 18/12/1439 | papa Eugenio IV   |
| Juan de Carvajal                       | Regno di Castiglia e León | Cardinale vescovo di Porto e Santa Rufina                                                             | Vescovo di Plasencia | 1399/1400  | 16/12/1446 | papa Eugenio IV   |
| Ludovico Scarampi Mezzarota            | Repubblica di Venezia     | Cardinale presbitero di San Lorenzo in Damaso                                                         | Patriarca di Aquileia; Camerlengo di Santa Romana Chiesa; Amministratore apostolico di Cava ed abate della Santissima Trinità | 14/11/1401 | 01/07/1440 | papa Eugenio IV   |
| Pietro Barbo                           | Repubblica di Venezia     | Cardinale presbitero di San Marco                                                                     | Arciprete della Basilica di San Pietro in Vaticano; Vescovo di Vicenza                                                        | 23/02/1417 | 01/07/1440 | papa Eugenio IV   |
| Latino Orsini                          | Stato Pontificio          | Cardinale presbitero dei Santi Giovanni e Paolo                                                       | Amministratore apostolico di Bari e Canosa; Arciprete della Basilica di San Giovanni in Laterano                              | 1411       | 20/12/1448 | papa Niccolò V    |
| Alain de Coëtivy                       | Regno di Francia          | Cardinale presbitero di Santa Prassede                                                                | Vescovo di Avignone; Amministratore apostolico di Dol                                                                         | 18/08/1407 | 20/12/1448 | papa Niccolò V    |
| Filippo Calandrini                     | Repubblica di Genova      | Cardinale presbitero di San Lorenzo in Lucina                                                         | Vescovo di Bologna; Penitenziere Maggiore                                                                                     | 1403       | 20/12/1448 | papa Niccolò V    |
| Juan de Mella                          | Regno di Castiglia e León | Cardinale presbitero di Santa Prisca                                                                  | Vescovo di Zamora | 16/06/1397 | 17/12/1456 | papa Callisto III |
| Giacomo Tebaldi                        | Stato Pontificio          | Cardinale presbitero di Sant'Anastasia                                                                | Arcivescovo emerito di Napoli                                                                                                 | 1400 circa | 17/12/1456 | papa Callisto III |
| Richard Olivier de Longueil            | Regno di Francia          | Cardinale presbitero di Sant'Eusebio                                                                  | Vescovo di Coutances | 1401       | 17/09/1456 | papa Callisto III |
| Angelo Capranica                       | Stato Pontificio          | Cardinale presbitero di Santa Croce in Gerusalemme                                                    | Arcivescovo-vescovo di Rieti; Legato apostolico della Provincia Romandiolæ                                                    | 1415       | 05/03/1460 | papa Pio II       |
| Bartolomeo Roverella                   | Signoria di Ferrara       | Cardinale presbitero di San Marcello                                                                  | Arcivescovo metropolita di Ravenna                                                                                            | 1406       | 18/12/1461 | papa Pio II       |
| Louis d'Albret                         | Regno di Francia          | Cardinale presbitero dei Santi Marcellino e Pietro                                                    | Vescovo di Cahors | 23/12/1422 | 18/12/1461 | papa Pio II       |
| Giacomo Ammannati Piccolomini          | Repubblica di Firenze     | Cardinale presbitero di San Crisogono                                                                 | Vescovo di Pavia | 08/03/1422 | 18/12/1461 | papa Pio II       |
| Roderic Llançol de Borja               | Corona d'Aragona          | Cardinale diacono di San Nicola in Carcere; Cardinale diacono in commendam di Santa Maria in Via Lata | Vice-Cancelliere di Santa Romana Chiesa; Amministratore apostolico di Valencia; Cardinale protodiacono                        | 01/01/1431 | 20/02/1456 | papa Callisto III |
| Francesco Nanni Todeschini-Piccolomini | Repubblica di Siena       | Cardinale diacono di Sant'Eustachio                                                                   | Arcivescovo metropolita di Siena                                                                                              | 29/05/1439 | 05/03/1460 | papa Pio II       |
| Francesco Gonzaga                      | Marchesato di Mantova     | Cardinale diacono di Santa Maria Nuova                                                                | Principe-vescovo di Bressanone                                                                                                | 15/03/1444 | 18/12/1461 | papa Pio II       |

### Assenti in conclave
| Nome                       | Paese                 | Titolo                                                      | Ruolo                                           | Nascita    | Concistoro | Creato da               |
| -------------------------- | --------------------- | ----------------------------------------------------------- | ----------------------------------------------- | ---------- | ---------- | ----------------------- |
| Pierre de Foix, O.F.M.     | Regno di Francia      | Cardinale vescovo di Albano                                 | Amministratore apostolico di Lescar e di Tarbes | 1386 circa | 09/1414    | antipapa Giovanni XXIII |
| Peter von Schaumberg       | Ducato di Baviera     | Cardinale presbitero di San Vitale                          | Vescovo di Augusta; Cardinale protopresbitero   | 22/02/1388 | 18/12/1439 | papa Eugenio IV         |
| Dénes Szécsi               | Regno d'Ungheria      | Cardinale presbitero di San Ciriaco alle Terme Diocleziane  | Arcivescovo metropolita di Esztergom            | 1400 circa | 18/12/1439 | papa Eugenio IV         |
| Jean Rolin                 | Regno di Francia      | Cardinale presbitero di Santo Stefano al Monte Celio        | Vescovo di Autun                                | 1408       | 20/12/1448 | papa Niccolò V          |
| Luis Juan de Milá          | Corona d'Aragona      | Cardinale presbitero dei Santi Quattro Coronati             | Vescovo di Lérida                               | 1430/1432  | 20/02/1456 | papa Callisto III       |
| Berardo Eroli              | Stato Pontificio      | Cardinale presbitero di Santa Sabina                        | Vescovo di Spoleto                              | 1409       | 05/03/1460 | papa Pio II             |
| Niccolò Forteguerri        | Repubblica di Firenze | Cardinale presbitero di Santa Cecilia                       | Vescovo di Teano                                | 07/10/1419 | 05/03/1460 | papa Pio II             |
| Burkhard von Weißpriach    | Ducato di Carinzia    | Cardinale presbitero dei Santi Nereo e Achilleo             | Arcivescovo metropolita di Salisburgo           | 1420/1423  | 05/03/1460 | papa Pio II             |
| Jean Jouffroy, O.S.B.Clun. | Regno di Francia      | Cardinale presbitero dei Santi Silvestro e Martino ai Monti | Vescovo di Albi                                 | 1412 circa | 18/12/1461 | papa Pio II             |
| Jaime de Cardona y Gandia  | Corona d'Aragona      | Cardinale presbitero                                        | Vescovo di Urgell                               | 1405       | 18/12/1461 | papa Pio II             |